# Euriphene rotundata
Euriphene rotundata är en fjärilsart som beskrevs av Holland 1920. Euriphene rotundata ingår i släktet Euriphene och familjen praktfjärilar. Inga underarter finns listade i Catalogue of Life.